# Omelușa, Iemilciîne
Omelușa (în ucraineană Омелуша) este un sat în comuna Mîkolaiivka din raionul Iemilciîne, regiunea Jîtomîr, Ucraina.

## Demografie
Componența lingvistică a localității Omelușa
     Ucraineană (75%)
     Belarusă (25%)
Conform recensământului din 2001, majoritatea populației localității Omelușa era vorbitoare de ucraineană (75%), existând în minoritate și vorbitori de belarusă (25%).